# Порушення суперсиметрії
Не існує експериментальних підтверджень теорії суперсиметрії, оскільки дотепер не знайдені суперпартнери. Інакше кажучи, не виявлені бозони і ферміони, які можуть перебувати в єдиному супермультиплеті. Тому вважається, що в теперішню епоху еволюції Всесвіту суперсиметрія порушена і суперпартнерів до сучасних частинок не існує.
Однак математична краса теорії суперсиметрії, в якій об'єднані бозони і ферміони, а головне її здатність зменшувати розрахункові квантові флуктуації змушують теоретиків припустити два варіанти виходу з ситуації, що створилася. Або повна (непорушена) суперсиметрія існувала в минулому і потім була порушена в ході еволюції Всесвіту, або порушена нині суперсиметрія стане повною в майбутньому.
У першому варіанті, передбачається, що на зорі народження Всесвіту, коли її вік становив не більше {\displaystyle 10^{-39}} сек., а температура не менше {\displaystyle 10^{28}} К, існувало суперсиметричне сімейство з суперпартнерами, які забезпечували рівність інтенсивності всіх фундаментальних взаємодій. Причому передбачається, що маси цих суперпартнерів були щонайменше в тисячі разів більше, ніж у протона.
Другий варіант передбачає в майбутньому домінування, в результаті розпаду протонів, суперсімейства фотонів і гравітонів зі стабільними якнайлегшими суперпартнерами — LSP (the lightest superpartner), які й забезпечать суперсиметрію. Зазвичай на роль LSP пропонуються суперпартнери Z-бозона, фотона і бозона Хіггса (відповідно: зіно, фотино і хіггсіно). Вважається, що вони мають однакові квантові числа, тому змішуються і утворюють власні стани масового оператора, так звані нейтраліно. Властивості нейтраліно залежать від того, яка зі складових (зіно, фотино, хіггсіно) домінує.
Обидва варіанти повної суперсиметрії інтенсивно вивчаються на теоретичному рівні, але експериментально навряд чи можуть бути підтверджені, оскільки надмасивні суперпартнери не можуть бути створені на прискорювачах, а найлегші — неможливо виявити унаслідок виняткової стабільності протонів. Ні зараз, ні в доступному для огляду майбутньому неможливо буде створити умови подібні до тих, які існували в перші секунди Великого вибуху, а значить ніколи не будуть створені суперпартнери цієї епохи. Водночас до цього часу не знайдено жодних слідів розпаду протона і, отже, немає ніяких експериментальних підтверджень існування LSP.